# Gino Penno
Gino Penno, nato Biagio Penno (Felizzano, 8 dicembre 1920 – Milano, 8 febbraio 1998) è stato un tenore italiano.

## Biografia
Studiò a Mantova con il maestro Ettore Campogalliani e successivamente venne ammesso ai corsi di perfezionamento del Teatro alla Scala, dove ebbe modo di seguire anche i consigli di Aureliano Pertile e dove debuttò nel 1947 nella prima rappresentazione per il teatro milanese di Giovanna d'Arco al rogo. All'inizio della carriera interpretò, sempre alla Scala, diverse parti secondarie, soprattutto in opere contemporanee.
Il primo ruolo di rilievo fu quello di Pollione in Norma a Lugano nel 1949, seguito, l'anno successivo, da Simon Boccanegra al Gran Teatro La Fenice di Venezia. Importante fu anche nel 1951 Giovanna d'Arco nella ripresa al Teatro di San Carlo di Napoli, riproposta nello stesso anno all'Opéra national de Paris. Nelle stagioni 1952 e 53 ritornò alla Scala, dove cantò con Maria Callas in Macbeth, Norma, Il trovatore e Medea, affermandosi come interprete di primo piano, pur senza mai diventare un divo. L'ultima apparizione alla Scala fu nel 1956 in Boris Godunov.
Fu ospite di frequente dei teatri tedeschi e spagnoli e per due stagioni (1954 e 1956) del Metropolitan Opera House di New York, dove si fece apprezzare in Turandot, Norma, Aida, La forza del destino, Il trovatore. La seconda stagione al Met fu alquanto problematica vocalmente, tanto che in seguito la carriera continuò in teatri di provincia, fino al prematuro ritiro nel 1958 a causa di problemi di salute e/o vocali mai completamente chiariti.
Ebbe all'attivo un importante repertorio, che comprendeva opere di Carl Maria von Weber, Luigi Cherubini, Gaspare Spontini, Richard Wagner, oltre a quelle già citate del repertorio tradizionale italiano, con una particolare attenzione al primo Verdi. È ricordato anche come uno degli ultimi tenori italiani ad aver sostenuto la parte di Lohengrin. Cantò coi più grandi interpreti del periodo, fra tutti Maria Callas e Renata Tebaldi. Fu apprezzato da importanti direttori d'orchestra, quali Victor de Sabata, Carlo Maria Giulini, Tullio Serafin, Leonard Bernstein.
Nel 1953 prese parte al film Puccini di Carmine Gallone e nel 1954 partecipò a Senso di Luchino Visconti con una breve apparizione nella parte di Manrico.
Agli inizi degli anni cinquanta registrò alcune opere per le trasmissioni radiofoniche della Rai e un recital per la casa discografica Decca. Ha lasciato una consistente discografia dal vivo, in gran parte rimasterizzata in CD.

## Repertorio
- Vincenzo Bellini
  - Norma (Pollione)
- Alban Berg
  - Lulu (cameriere)
- Renzo Bianchi
  - Gli incatenati (1° nazareno)
- Gustave Charpentier
  - Louise (1°guardia)
- Luigi Cherubini
  - Lodoïska (Floreski)
  - Medea (Giasone)
- Gaetano Donizetti
  - Lucia di Lammermoor (Normanno)
- Giorgio Federico Ghedini
  - Le Baccanti (1° giovane)
  - Billy Budd (1º ufficiale)
- Christoph Willibald Gluck
  - Ifigenia in Tauride (Achille)
- Guido Guerrini
  - L'arcangelo (Ranuccio)
- Arthur Honegger
  - Giovanna d'Arco al rogo (voce di tenore)
- Gian Francesco Malipiero
  - L'allegra brigata (Dioneo)
- Italo Montemezzi
  - L'amore dei tre re (giovanetto)
- Claudio Monteverdi
  - L'incoronazione di Poppea (4° familiare di Seneca)
- Modest Petrovič Musorgskij
  - Chovanščina (Basilio)
  - Boris Godunov (Grigorij)
- Goffredo Petrassi
  - Il cordovano (voce)
- Ildebrando Pizzetti
  - Debora e Jaele (Sisera)
- Amilcare Ponchielli
  - La Gioconda (Isepo - Enzo Grimaldo)
- Giacomo Puccini
  - Madama Butterfly (Pinkerton)
  - Tosca (Mario Cavaradossi)
  - La bohème (Rodolfo)
  - Turandot (Altoum – Calaf)
- Giulio Cesare Sonzogno
  - Regina Uliva (cavaliere)
- Gaspare Spontini
  - Fernando Cortez (Fernando Cortez)
- Richard Strauss
  - Ariadne auf Naxos (Bacco)
- Giuseppe Verdi
  - Nabucco (Ismaele)
  - Aroldo (Aroldo)
  - Attila (Foresto)
  - Giovanna d'Arco (Carlo VII)
  - La battaglia di Legnano (Arrigo)
  - Ernani (Ernani)
  - Rigoletto (Il Duca di Mantova)
  - Il trovatore (Manrico)
  - Macbeth (Macduff)
  - Simon Boccanegra (Gabriele Adorno)
  - La forza del destino (Alvaro)
  - Don Carlo (Don Carlos)
  - Aida (Radames)
  - Otello (Roderigo)
- Richard Wagner
  - Lohengrin (Lohengrin)
  - La Valchiria (Sigismondo)
- Carl Maria von Weber
  - Oberon (Oberon)
- Riccardo Zandonai
  - I cavalieri di Ekebù (Rutger)

## Discografia
- Ernani: Gino Penno, Giuseppe Taddei, Caterina Mancini, Giacomo Vaghi, direttore Fernando Previtali - dal vivo trasmiss. radio-Roma 1950 - Cetra
- Fernando Cortez: Gino Penno, Renata Tebaldi, Aldo Protti, Italo Tajo, direttore Gabriele Santini - dal vivo Napoli 1951 - HRE/Hardy Classic
- Attila: Italo Tajo, Giangiacomo Guelfi, Caterina Mancini, Gino Penno, direttore Carlo Maria Giulini - dal vivo Venezia 1951 - GOP
- Giovanna d'Arco: Renata Tebaldi, Gino Penno, Ugo Savarese, direttore Gabriele Santini - dal vivo Napoli 1951 - Legato Classics
- Macbeth: Enzo Mascherini, Maria Callas, Italo Tajo, Gino Penno, direttore Victor De Sabata - dal vivo La Scala 1952 - GOP/Myto/EMI
- Norma: Maria Pedrini, Gino Penno, Ebe Stignani, Giulio Neri, direttore Francesco Molinari Pradelli - dal vivo Napoli 1952 - Melodram/Gala
- Debora e Jaele: Clara Petrella, Gino Penno, Cloe Elmo, Maria Amadini, Saturno Meletti, direttore Gianandrea Gavazzeni - RAi-Milano 1952
- Il trovatore: Gino Penno, Maria Callas, Carlo Tagliabue, Ebe Stignani, Giuseppe Modesti, direttore Antonino Votto - dal vivo La Scala 1953 - Myto
- Aroldo: Gino Penno, Antonietta Stella, Aldo Protti, direttore Tullio Serafin - dal vivo Firenze 1953 - IDIS/Arkadia/Walhall
- Medea: Maria Callas, Gino Penno, Maria Luisa Nache, Fedora Barbieri, direttore Leonard Bernstein - dal vivo La Scala 1953 - Cetra/Arkadia/IDIS
- Aida: Renata Tebaldi, Gino Penno, Ebe Stignani, Ugo Savarese, Giulio Neri, direttore Tullio Serafin - dal vivo Napoli 1953 - Edizione Lirica/Lyric Distribution
- Aida (selez.): Anita Cerquetti, Gino Penno, Elena Nicolai, Giangiacomo Guelfi, Boris Christov, direttore Gabriele Santini - dal vivo Napoli 1954 - Bongiovanni
- La forza del destino: Gino Penno, Renata Tebaldi, Antonio Manca Serra, Cesare Siepi, Miriam Pirazzini, Saturno Meletti, direttore Gabriele Santini - dal vivo Napoli 1954 - Premiere Opera
- La forza del destino: Gino Penno, Zinka Milanov, Leonard Warren, Jerome Hines, Jean Madeira, direttore Fritz Stiedry - dal vivo Met 1954 - Myto
- Norma: Zinka Milanov, Gino Penno, Blanche Thebom, Cesare Siepi, direttore Fausto Cleva - dal vivo Met 1954 - Melodram
- Lohengrin (in ital.): Gino Penno, Renata Tebaldi, Elena Nicolai, direttore Gabriele Santini - dal vivo Napoli 1954 - Hardy Classic